# Gesundheitsanforderungen beim Umgang mit Lebensmitteln
Gesundheitsanforderungen beim Umgang mit Lebensmitteln betreffen alle Menschen, die in Deutschland beruflich mit Lebensmitteln umgehen. Grundlage ist der Abschnitt 8 (§ 42, § 43) des Infektionsschutzgesetzes.

## Tätigkeitsverbot und Beschäftigungsverbot
Eine Person darf außer in der privaten Hauswirtschaft nicht tätig sein und darf man nicht beruflich beschäftigen, sofern diese Person
1. Lebensmittel herstellt, behandelt oder in Verkehr bringt und mit diesen in Berührung kommt,
2. mit dabei verwendeten Bedarfsgegenständen wie etwa Servietten oder Behältnissen so in Berührung kommt, dass eine Übertragung auf Lebensmittel zu befürchten ist oder
3. in der Küche einer Gaststätte und sonstigen Einrichtung mit oder zur Gemeinschaftsverpflegung tätig ist

und
- an Typhus abdominalis, Paratyphus, Cholera, Shigellenruhr, Salmonellose, einer anderen infektiösen Gastroenteritis oder Virushepatitis A oder E erkrankt ist oder dessen verdächtig ist,
- an infizierten Wunden oder an Hautkrankheiten erkrankt ist, bei denen die Möglichkeit besteht, dass deren Krankheitserreger über Lebensmittel übertragen werden können, oder
- die Krankheitserreger Shigellen, Salmonellen, enterohämorrhagische Escherichia coli oder Choleravibrionen ausscheidet.

## Lebensmittel
Lebensmittel im Sinne des § 42 Infektionsschutzgesetz sind:
- Fleisch, Geflügelfleisch und Erzeugnisse daraus
- Milch und Erzeugnisse auf Milchbasis
- Fische, Krebse oder Weichtiere und Erzeugnisse daraus
- Eiprodukte
- Säuglings- und Kleinkindernahrung
- Speiseeis und Speiseeishalberzeugnisse
- Backwaren mit nicht durchgebackener oder durcherhitzter Füllung oder Auflage
- Feinkost-, Rohkost- und Kartoffelsalate, Marinaden, Mayonnaisen, andere emulgierte Soßen, Nahrungshefen
- Sprossen und Keimlinge zum Rohverzehr sowie Samen zur Herstellung von Sprossen und Keimlingen zum Rohverzehr.

## Bescheinigung des Gesundheitsamtes

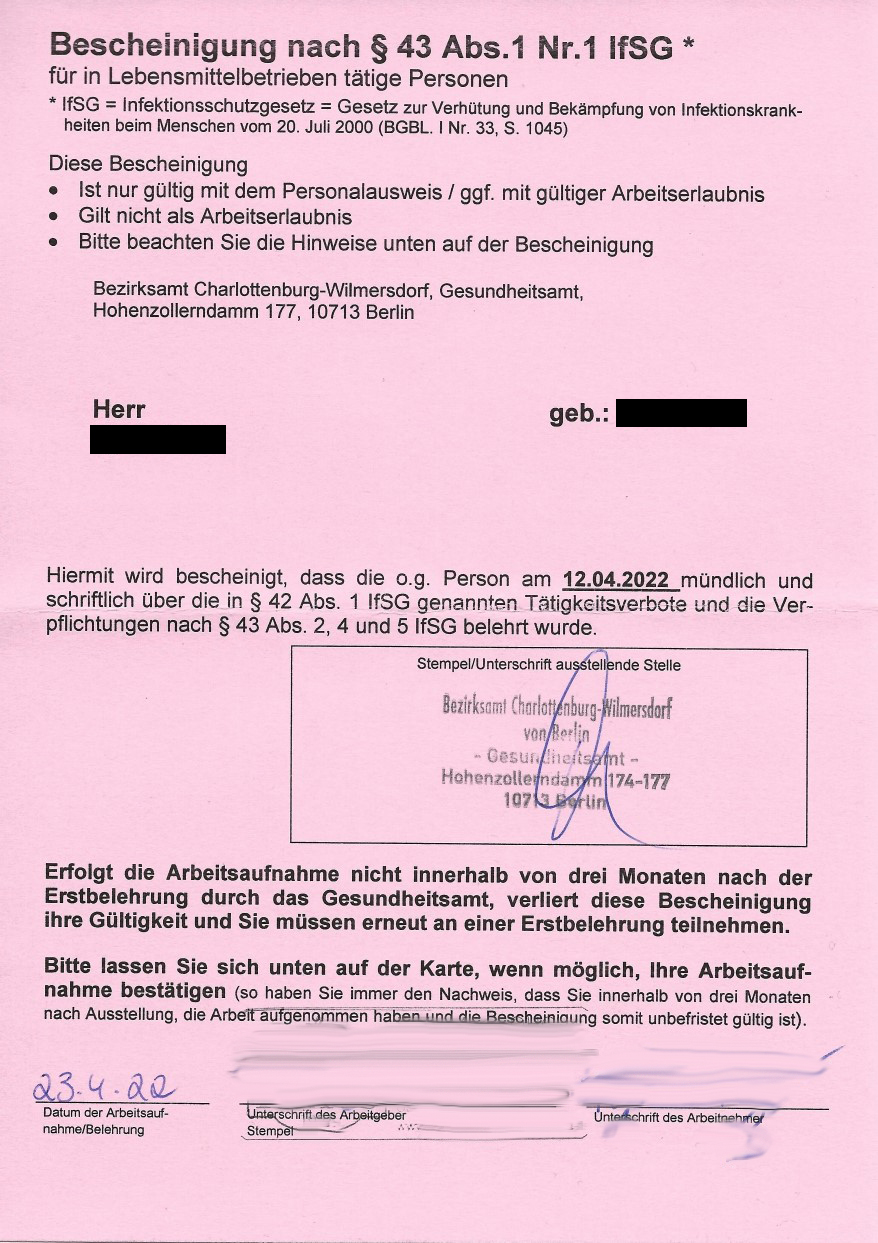
Bescheinigung nach § 43 Abs. 1 IfSG

Voraussetzung der Tätigkeit sowie seiner Beschäftigung ist die Bescheinigung des Gesundheitsamtes, dass
1. der Betroffene insbesondere über das Tätigkeitsverbot und Grundsätze der Lebensmittelhygiene belehrt wurde und
2. anschließend schriftlich erklärt hat, dass ihm nichts bekannt ist, was für so ein Tätigkeitsverbot spricht.

Ein Gesundheitspass (auch „Rote Karte“ genannt), der bestimmte gesundheitliche Untersuchungen und eine entsprechende Unbedenklichkeit bescheinigt (Gesundheitszeugnis), ist seit Inkrafttreten des Infektionsschutzgesetzes 2001 nicht mehr regelmäßig notwendig. Bei Anhalt für ein Tätigkeitsverbot ist vor dem Ausstellen der Bescheinigung aber weiterhin ein ärztliches Zeugnis vorzulegen, dass dieser Hinderungsgrund nicht besteht oder beseitigt ist.
Die Belehrung wird vom Gesundheitsamt oder durch einen vom Gesundheitsamt beauftragten Arzt durchgeführt. Sie darf vor erstmaliger Aufnahme einer Tätigkeit nach § 42 Infektionsschutzgesetz nicht älter als drei Monate sein. Der Arbeitgeber muss seine Arbeitnehmer bei Arbeitsaufnahme und im Weiteren alle zwei Jahre erneut und auch darüber zu belehren, dass er auftretende Gründe für ein Tätigkeitsverbot ihm unverzüglich mitteilen muss. Diese Belehrungen müssen dokumentiert werden. Die Bescheinigung ist an der Betriebsstätte verfügbar zu halten.
Die Bescheinigung ist gebührenpflichtig und kostet in Berlin beispielsweise 20 € für eine Gruppenbelehrung und 36 € für eine Einzelbelehrung.
In Niedersachsen belaufen sich die Kosten einer Einzelbelehrung auf 26 € und für Personen, die eine ehrenamtliche Tätigkeit ausführen, auf 0 € (das Zeugnis für Ehrenamtliche gilt nur in dieser einen Tätigkeit und ist nach Beendigung der Arbeit ungültig). Es ist mittlerweile auch möglich, die Bescheinigung online zu erhalten.

## Folgen der Missachtung
Ein Verstoß gegen das Tätigkeitsverbot ist auch bei Fahrlässigkeit strafbar; daneben macht sich auch die verantwortliche Person auf der Seite der Lebensmittelunternehmer, die diese Person so und damit unter diesen Gesundheitsrisiken tätig werden ließ, strafbar. Wurden dadurch die entsprechende Krankheit oder Krankheitserreger verbreitet, sind sie zu mindestens drei Monaten Freiheitsstrafe zu verurteilen.  Der Person, die eine Person ohne Bescheinigung beschäftigt oder diese Bescheinigung nicht an der Betriebsstätte verfügbar hat, droht ein Bußgeld; ebenso der dort tätigen Person, die bestehende oder entstehende Gründe für ihr Tätigkeits- und Beschäftigungsverbot nicht pflichtgemäß mitgeteilt hat.

## Deutsche Demokratische Republik

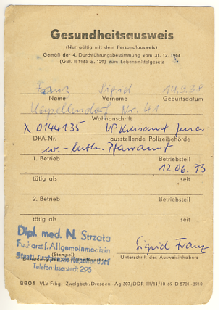
Gesundheitsausweis der DDR

In der DDR galten ähnliche Standards zur seuchenhygienischen Überwachung und allgemein-hygienischen Kontrollen aller Personen, die im Bereich der Versorgung der Bevölkerung mit Lebensmitteln oder der öffentlichen Speisenzubereitung tätig waren.